# دمیترو استرکوفسکی
دمیترو استرکوفسکی (انگلیسی: Dmytro Strelkovskyy؛ زادهٔ ۳ مارس ۱۹۹۵) بازیکن فوتبال اهل اوکراین است.